# Ferihegy (železniční zastávka)
Ferihegy je železniční zastávka poblíž letiště Ference Liszta v Budapešti. Zastávka byla otevřena dne 16. července 2007.

## Provozní informace
Zastávka má nástupiště u obou traťových kolejí, které jsou elektrizovány střídavým proudem 25 kV 50 Hz. Ve stanici je možnost zakoupení jízdenky. Provozuje ji společnost MÁV.

## Doprava
Zastavují zde vnitrostátní vlaky InterCity do Segedína, Záhony či zde zastavují okružní InterCity (maďarsky Kör-IC) z Budapest-Nyugati pu. přes Szolnok, Debrecín, Nyíregyházu, Miškovec do Budapest-Keleti pu. Jediným mezinárodním vlakem, který zastavuje na zastávce je IC 33/34 „Latorca“ z Budapešti do Mukačeva. Dále zde zastavuje několik osobních vlaků do Lajosmizse, Kecskemétu a Szolnoku. Ze zastávky vede nadchod k terminálu 1 letiště Ference Liszta.

## Tratě
Zastávkou prochází tato trať:
- Železniční trať Budapešť – Cegléd – Szolnok (MÁV 100a)

## Galerie

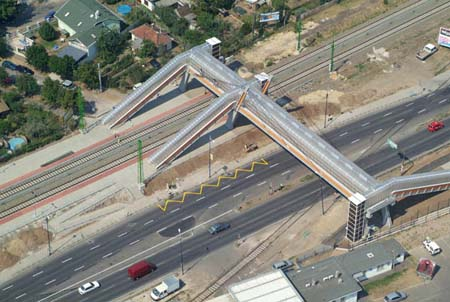
Pohled na zastávku z ptačí perspektivy.
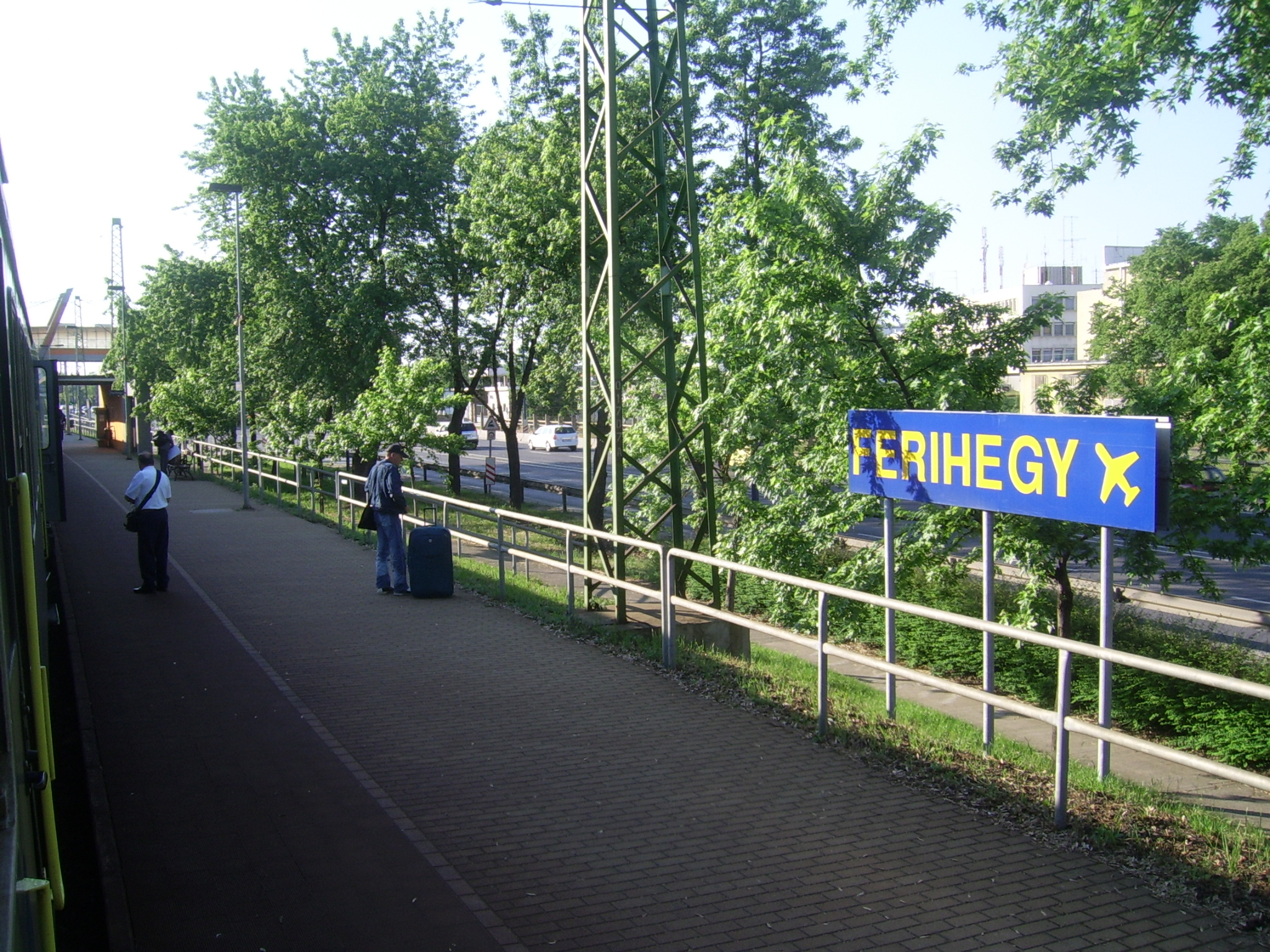
Pohled na zastávku z vlaku.
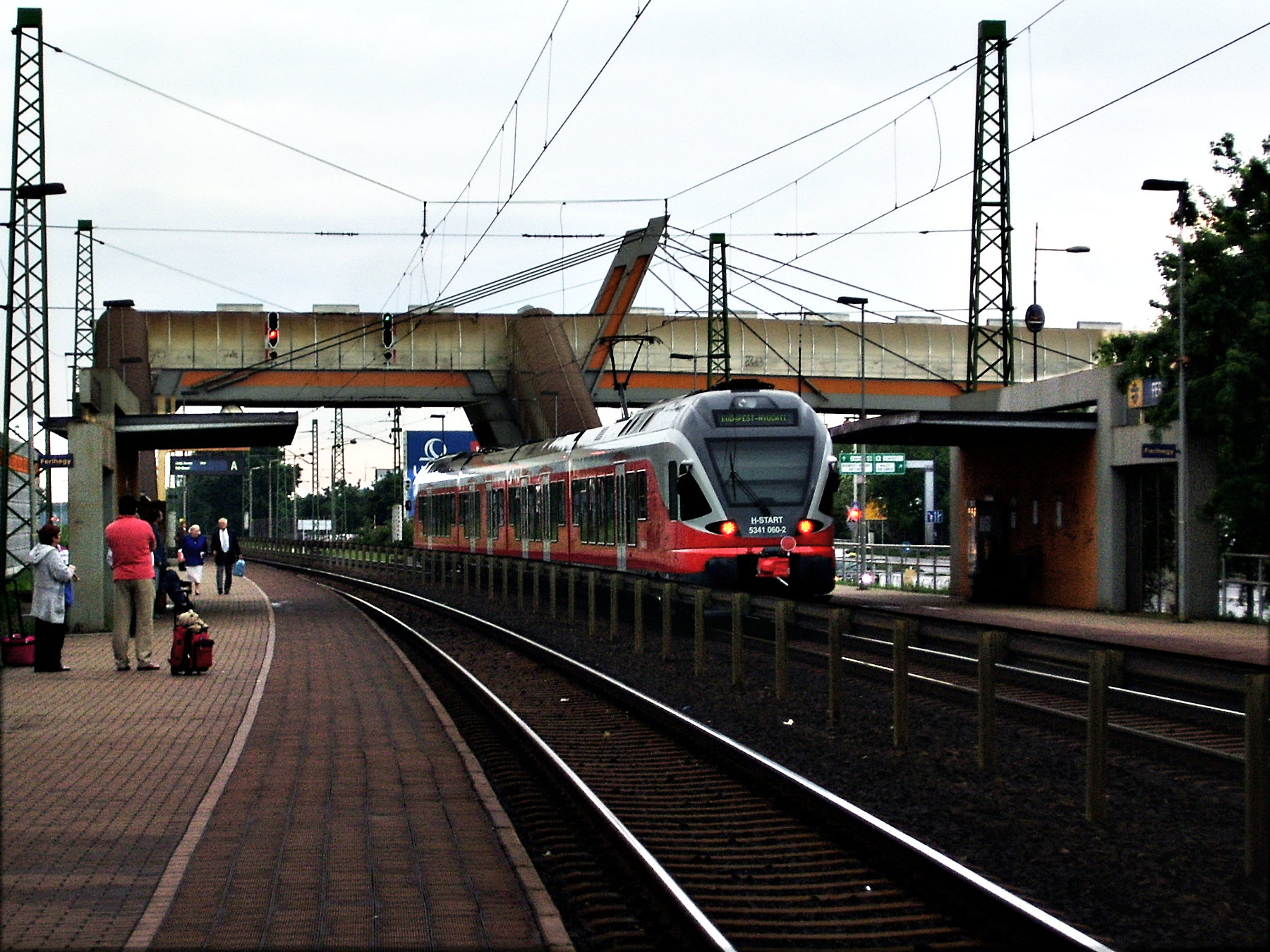
Jednotka FLIRT na zastávce.
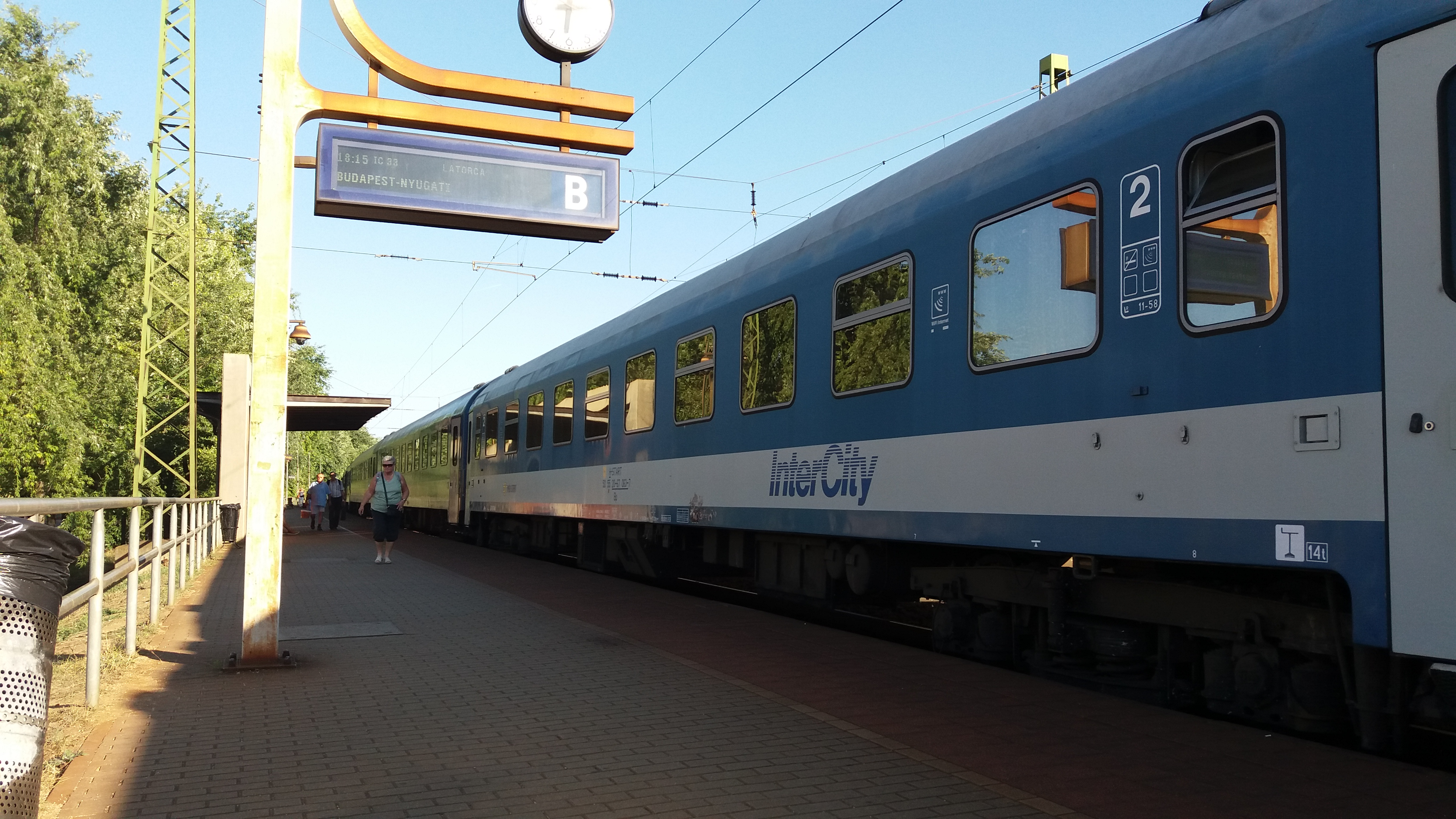
Vlak InterCity na zastávce.